# Heilhausen
Heilhausen ist ein Ortsteil der Ortsgemeinde Waxweiler im Eifelkreis Bitburg-Prüm in Rheinland-Pfalz.

## Geographische Lage
Heilhausen liegt rund 3 km nordwestlich des Hauptortes Waxweiler in unmittelbarer Nähe zur Prüm. Umgeben ist Heilhausen von landwirtschaftlichen Nutzflächen sowie umfangreichen Waldgebieten. Westlich und östlich des Ortes fließt die Prüm.

## Geschichte
Die auf der Gemarkung Waxweiler gemachten Funde aus der Römerzeit lassen auf eine frühe Besiedelung der Region schließen. Besonders aufgrund der günstigen Lage am Fluss Prüm und der Rohstoffvorkommen ist dies denkbar. Nordwestlich von Heilhausen betrieb man im 19. Jahrhundert zudem einen Steinbruch.
Am 1. April 1972 wurde die bis dahin selbständige Gemeinde Heilhausen nach Waxweiler eingemeindet.

## Kultur und Sehenswürdigkeiten

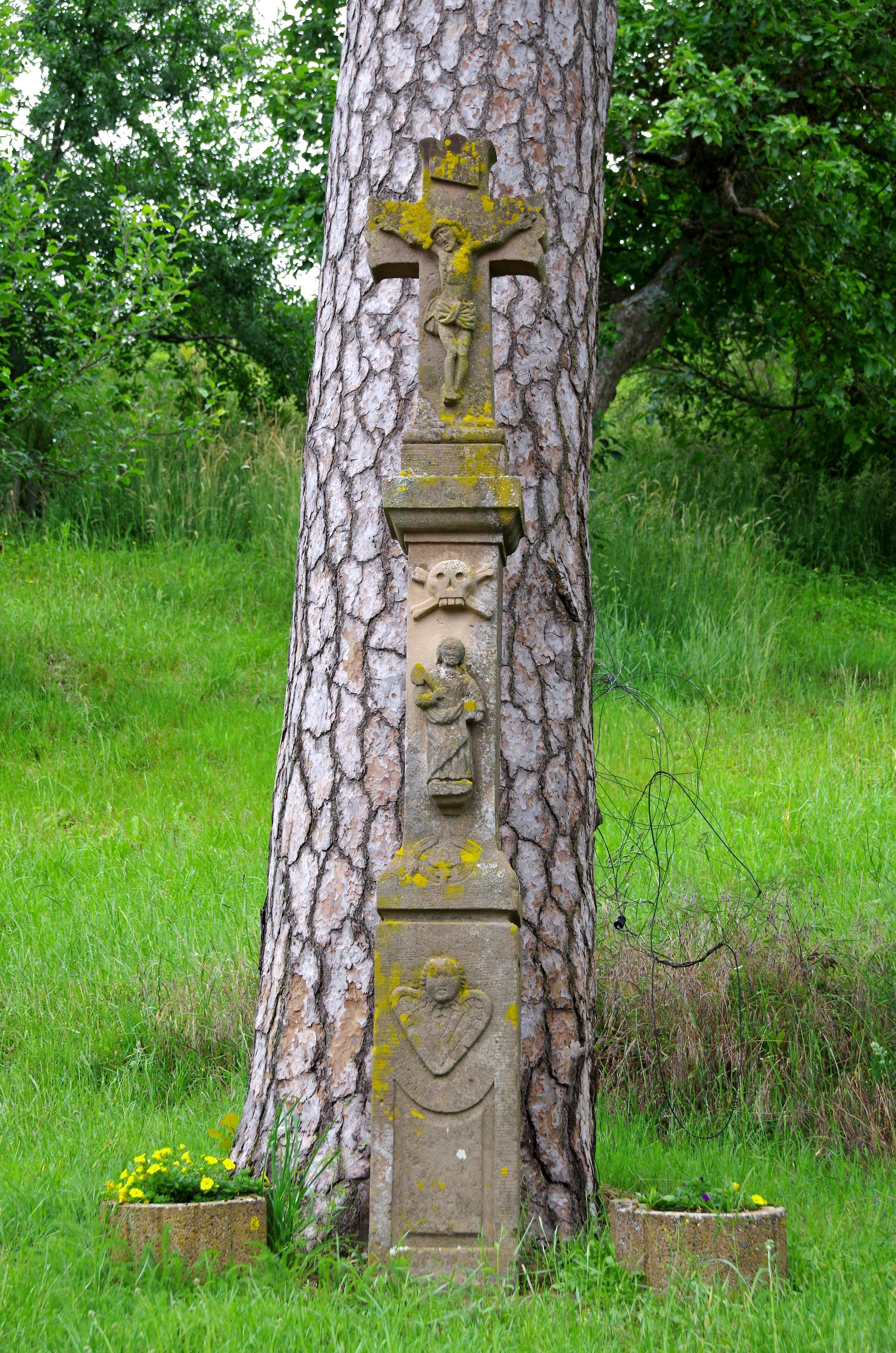
Barockes Schaftkreuz

### Wegekreuze
Auf dem Gemeindegebiet Heilhausen finden sich drei Wegekreuze. Besonders sehenswert ist ein barockes Schaftkreuz am Ortsrand. Das Wegekreuz besteht aus drei Elementen und ist reich verziert. Zum einen mit Blattwerk und Spiegelfeldern, zum anderen mit der Relieffigur des heiligen Matthias und einem Totenschädel. Am oberen Ende befindet sich ein Abschlusskreuz mit Korpus. Das Wegekreuz stammt aus der Zeit zwischen 1770 und 1780. Ein weiteres Kreuz befindet sich am Abzweig zur Heilhausermühle. Hierbei handelt es sich um ein Schaftkreuz aus dem Jahre 1861. Das Kreuz trägt eine Inschrift, eine eingeritzte Monstranz und einen steinernen Korpus. Das dritte Wegekreuz befindet sich südöstlich von Heilhausen. Es handelt sich um ein einfaches Kreuz mit einem nach oben rund zulaufenden Schaft, auf dessen Fläche vermutlich eine Inschrift eingraviert war.

### Unglückskreuz
Südöstlich von Heilhausen befindet sich ein Unglückskreuz mit folgender Inschrift: „Zum Andenken an den hier am 31.10.1921 verunglückten Philipp Mirkes u. dess. im Feld gefall. Vater Joh. Mirkes a... Jesus Barmherzigkeit“. Das Kreuz besteht aus einem breiten Schaft mit der genannten Inschrift, einem spitz zulaufenden Aufsatz und einem einfachen Abschlusskreuz.
Siehe auch: Liste der Kulturdenkmäler in Waxweiler

### Naherholung
Entlang des Prümtals gibt es zahlreiche Wanderwege. In der Nähe von Heilhausen verläuft ein rund 11 km langer Rundweg über Manderscheid.
Im Ort gibt es zudem den Campingplatz Heilhausermühle, der sich in unmittelbarer Nähe zur Prüm befindet.

## Wirtschaft und Infrastruktur

### Unternehmen
In Heilhausen werden der oben genannte Campingplatz, zwei Ferienunterkünfte sowie eine Autowerkstatt betrieben.

### Verkehr
Es existiert eine regelmäßige Busverbindung.
Heilhausen liegt direkt an der Landesstraße 12.